# Ischnosiphon bahiensis
Ischnosiphon bahiensis är en strimbladsväxtart som beskrevs av Bengt Lennart Andersson. Ischnosiphon bahiensis ingår i släktet Ischnosiphon och familjen strimbladsväxter. Inga underarter finns listade.